# VI. Károly francia király

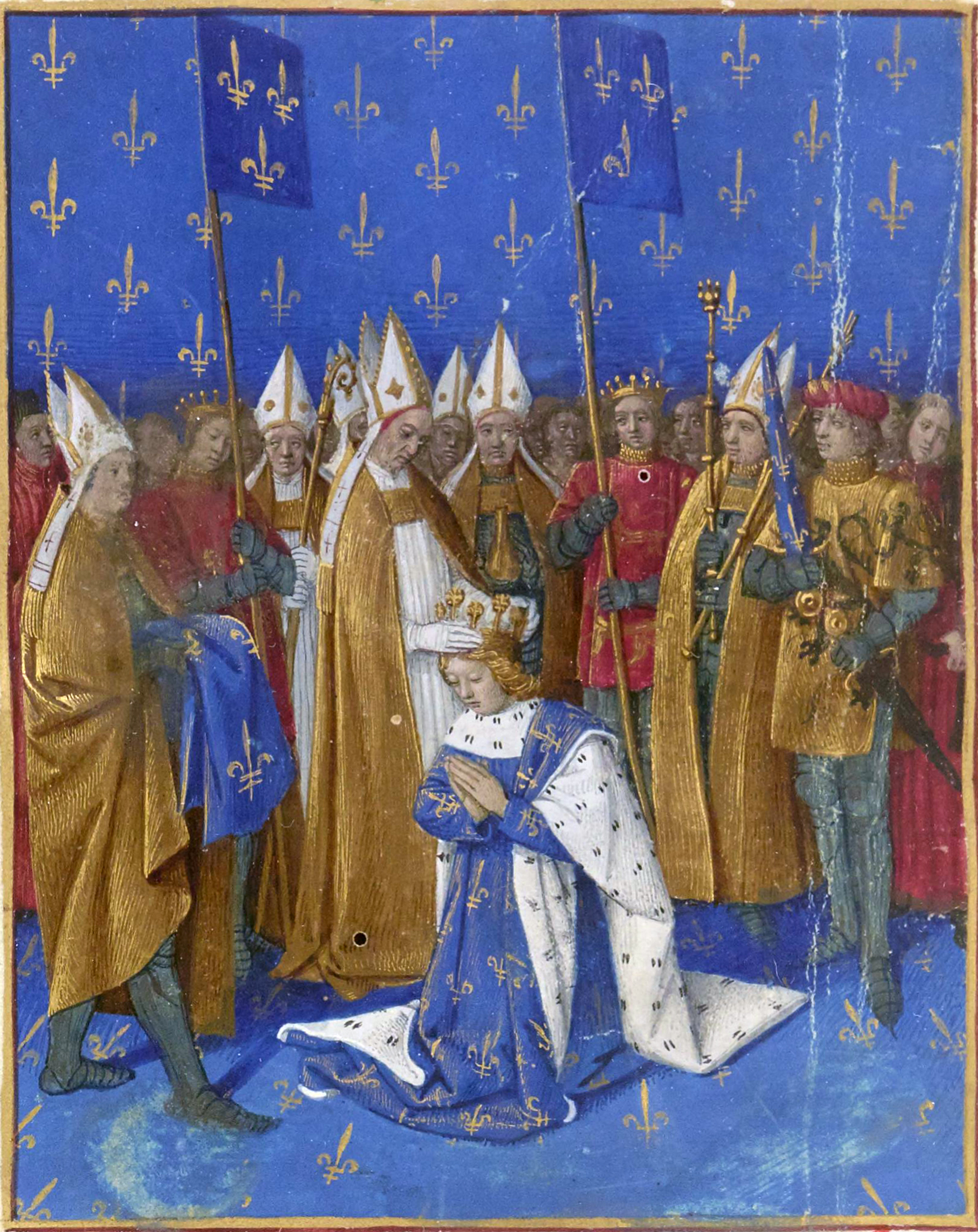
Károly koronázása (Les Grandes Chroniques de France, Jean Fouquet illusztrációja, 1455-1460 k.)

VI. (Őrült) Károly, franciául Charles le Fol (Párizs, 1368. december 3. – Párizs, 1422. október 21.) Franciaország királya (uralkodott 1380. szeptember 16-ától haláláig), V. (Bölcs) Károly és Bourbon Johanna fia, a Valois-ház negyedik királya volt.
Gyermekként került trónra, és 1388-ig nagybátyjai irányították helyette az ország ügyeit. Károly ekkor kezébe vette a hatalmat, és úgy tűnt, jó király lesz, ám 1392-től kezdve elméje fokozatosan megbomlott, és ismét hercegi rokonai kerültek a kormányrúdhoz. A köztük dúló hatalmi villongás polgárháborúvá fajult, és a helyzetet kihasználva az ismét megerősödő angolok, akiket V. Károly majdnem teljesen kiszorított az európai kontinensről, V. Henrik vezetésével újra fordítottak a százéves háború menetén: VI. Károly seregeit legyőzték, és a királyt kötelezték rá, hogy örököséül az angol királyt és utódait ismerje el.

## Származása, ifjúsága
V. Károly 1350. április 8-án vette feleségül rokonát, Bourbon Johannát, a spanyol Blanka királyné testvérét, aki III. Fülöpnek, Károly ükapjának a dédunokája volt, és apai ágon is volt közös őse a királlyal I. Louis de Bourbon, IX. (Szent) Lajos unokája személyében. Elképzelhető, hogy ennek tudható be a pár számos gyermekének korai halála és VI. Károly elmebaja. A királyi párnak kilenc gyermeke született, de közülük csak ketten érték meg a felnőttkort: az ötödik és hetedik gyermek, Károly dauphin és hat évvel fiatalabb öccse, az 1372-es születésű Lajos, akit fivére emelt Orléans hercegévé. Rajtuk kívül csak legkisebb húguk, az 1378-ban született, tízesztendősen meghalt Catherine játszott bármiféle szerepet, mivel unokatestvéréhez, II. Jean de Berryhez feleségül menve Montpensier grófnője lett 1386-ban.
V. Károly tisztában volt saját rossz egészségügyi állapotával, ezért 1374-ben, amikor a dauphin alig hatéves volt, szabályozta az öröklés rendjét. A dauphin számára a tizennégy esztendős kort jelölte meg a nagykorúság határául, és hogy ne fivérei – Lajos, Anjou hercege, Jean, Berry hercege és Merész Fülöp, Burgundia hercege – ragadják magukhoz a teljes hatalmat, a gyámságot özvegyére bízta volna, illetve bevonta volna kedvelt sógorát, II. Lajos Bourbon herceget is a vezetésbe. Terveit felesége 1378-as halála borította fel, így amikor V. Károlyt 1380-ban elvitte a pestis, Anjou hercege lett a régens, Burgundia és Bourbon hercege pedig a gyámság feladatait kapta meg. A hatalomra nem különösebben, de költséges hóbortjai miatt bevételi forrásokra annál inkább vágyó méltatlankodó Jean de Berry Languedoc és Guyenne kormányzóságát szerezte meg.

## Hercegek kormányzása
V. Károly 1380. szeptember 16-án Beauté-sur-Marne kastélyában halt meg, távol fiaitól, akiket idejekorán Melunbe vittek, hogy elkerüljék a halálos kórt. A koronázásra 1380. november 4-én került sor, Reimsben. Az addig régensi címet viselő anjoui herceget elsősorban itáliai ambíciók fűtötték: 1380-ban ugyanis a gyermektelen I. Johanna nápolyi királynő, a magyar Nagy Lajos sógornője és ellenfele, a francia uralkodóház távoli rokona örökbe fogadta. Amikor Johanna 1382-ben meghalt, Lajos VII. Kelemen, az avignoni ellenpápa áldásával megkísérelte megszerezni örökölt birtokait, Provence és Forcalquier grófságát és a Nápolyi Királyságot. Hadjáratának költségeit jórészt a francia királyi kincstárból teremtette elő. Kihívója Johanna unokatestvére, Kis Károly durazzói herceg – később II. Károly néven magyar király – volt. Anjou hercege hiába próbálta megdönteni Károly hatalmát: anélkül halt meg Bari közelében, hogy eredményt ért volna el ellenfelével szemben. Utódai továbbra is maguknak követelték Nápoly trónját, de nem értek el sikert.
A két gyám közül Fülöp, a burgundi herceg volt az erősebb akaratú szemben a visszahúzódó, lovagias természetű Bourbon Lajossal. Tartományát önálló államként igazgatta az államban, és igyekezett hozzácsapni Franche-Comtét. Erre az adott neki alapot, hogy 1369-ben Louis de Mal flandriai gróf lányát, Margitot vette feleségül. Apósa ellen 1379 óta zajlott az ún. fehérsapkások lázadása, amely elől városról városra volt kénytelen menekülni, végül vejéhez fordult. Fülöp herceg könnyedén rávette az ifjú királyt, hogy avatkozzon be, így a Roosebekénél aratott győzelemnél a burgundi herceg és a veterán hadvezér, Olivier de Clisson mellett VI. Károly is jelen volt. 1383-ban az angolok VI. Orbán pápa felhatalmazásával (mivel a franciák VII. Kelemen ellenpápát ismerték el) megtámadták és kifosztották Gentet, de amint a gróf erősítést kért, kivonultak. II. Lajos gróf 1384-es halálával Flandria leányára és vejére szállt, és Fülöp a tournai szerződésben lezárta a tartomány lázongását, de szemet vetett a szomszédos, Német-római Birodalomhoz tartozó Németalföldre is. Keleti pozícióit erősítendő unokaöccse számára is német házasságot szervezett: VI. Károly 1385. július 27-én Bajor Izabellát, III. István bajor herceg leányát vette feleségül Amiens-ben. Burgundia hercege Anglia mielőbbi megtámadását is sürgette, de ezt az utolsó pillanatban, röviddel a hajóra szállás előtt meghiúsította Berry hercege 1386-ban, nem akarván felújítani a konfliktust a még oly gyenge Angliával szemben sem. A gelderlandi expedíció pedig csúfos kudarcot vallott 1388-ban, komoly anyagi és presztízsveszteséget okozva.
A hercegek saját céljaik érdekében előszeretettel használtak állami pénzeket (Jean de Berry esetében ez nem hadjáratokra, hanem építkezésekre, művészetpártolásra és egzotikumok gyűjtésére folyt el), aminek pótlására kénytelenek voltak adót emelni. Emiatt rövidesen lázongások törtek ki: Languedoc-ban és Auvergne-ben a tuchin-felkelés az Anjou-birtokokért folyó háborúskodáshoz kapcsolódva zajlott 1381–1389 között, míg 1382 február-márciusában a normandiai Rouenban az ún. harelle-felkelés és Párizsban a maillotin-felkelés tört ki a magas adók ellen. A lázongás során elsősorban az adószedőket bántalmazták és gyilkolták le, amire a központi hatalom kegyetlen megtorlással válaszolt.

## Önállósodás és őrület

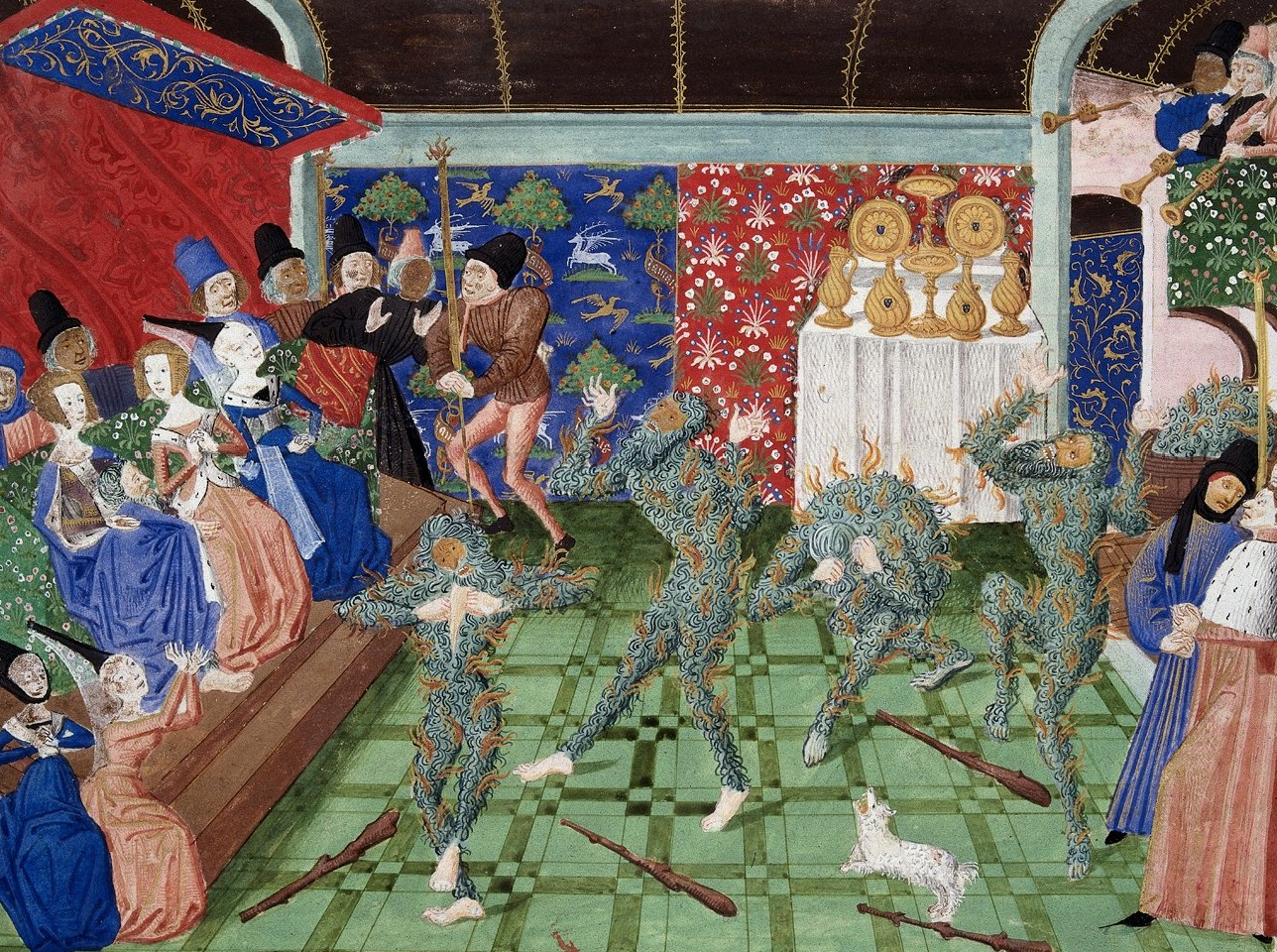
A vadak bálja, ami nagyban hozzájárult Károly elméjének elborulásához

Károly 1388-ban a sikertelen gelderlandi expedícióról hazatérőben megállt Champagne-ban, és Reims városában ünnepelte mindenszentek napját. A közel húszesztendős királyt november 3-án a többnyire V. Károly idején kinevezett tagokból álló királyi tanács rábeszélte, hogy személyesen vegye át a hatalmat, amit ő meg is tett, udvariasan megköszönvén nagybátyjai addigi fáradozásait. Úgy tűnt, ismét visszatér Bölcs Károly kora: annak miniszterei, így Pierre Aycelin de Montaigut laoni püspök, Jean de Montaigu pénzügyi főellenőr, Bureau de La Rivière, Pierre le Bègue de Villaines kamarás – akiket a hercegek megvetően „piperkőcöknek” (marmouset) neveztek – vették kezükbe az államügyek irányítását. Az új király, akit ekkor még „hőn szeretettnek” (bien aimé) tituláltak, parancsot adott a korábbi rendeletek áttekintésére és kiegészítésére, ha szükségesnek bizonyult.
A helyzet 1392-ben változott meg. A király épp Bretagne-ba vezetett hadjáratot, ahol IV. Jean herceg menedéket adott Pierre de Craonnak, aki korábban sikertelenül próbált meg végezni az uralkodó feltétlen bizalmát élvező Olivier de Clissonnal. A hadjárat során augusztus 5-én a Le Mans-i erdőben tört az uralkodóra az első roham: hirtelen árulásról kezdett kiabálni, és saját kíséretére támadt. Négy embert vágott le, mielőtt sikerült lefogni, majd pár óra múltán visszanyerte tudatát, és elnézést kért tettéért. Az eset elszigetelt maradt, és VI. Károly körülbelül fél évig normálisan viselkedett. 1393. január 28-án azonban az Hôtel Saint-Pol-ban rendezett ún. „vadak bálján” egy baleset folytán a király négy maskarába öltözött, egymáshoz láncolt társával együtt elevenen meggyulladt. A király élete is súlyos veszélyben forgott, csak nagynénje, Berry hercegné mentette meg, amikor gyorsan betekerte palástjába, eloltva a lángokat. A királynak egyetlen társa tudta magát kiszakítani láncaiból, a többiek fél órán át lángoltak, és súlyos égési sérüléseikbe napokon belül belehaltak. Az eset végleg őrületbe taszította az uralkodót, aki valószínűleg bipoláris zavarban szenvedett: ettől kezdve az őrjöngés periódusai apatikus időszakokkal váltották egymást, amikor a király saját baján kesergett. A helyzetet kihasználva a hercegi rokonság elzavarta a „piperkőcöket”, és visszaszerezte a hatalmat a királyság ügyei felett.

### Békés évek
A kortárs szemlélőktől tudjuk, hogy az elkövetkező időben a felső körök kirívóan tobzódtak a luxusban, és fényes, nagy összejöveteleken drága vigasságokat és ünnepségeket rendeztek. Mindennek természetesen az is volt a célja, hogy VI. Károlyt kibillentsék depressziós állapotából, ám sok foganatja nem volt – az V. Károly alatt hadi célokra szedett adókat viszont továbbra is beszedték, hogy az újfajta költekezést fedezni tudják. Az angoloktól nem kellett tartani: II. Richárd, aki 1389-ben tudta csak saját kezébe venni a hatalmat, a királyi hatalom megerősítésén fáradozott, és igyekezett minél jobb viszonyt ápolni Franciaországgal. 1396-ban feleségül vette a király lányát, Valois Izabellát, egyúttal meghosszabbította a fegyverszünetet. 1400-ban bekövetkezett halála után IV. Henrik már kevésbé volt jóindulatú, de belső gondjai – köztük a walesiek 1404–1407 közti, hercegi kormányzat által tétován, így sikertelenül támogatott lázadása – miatt sokáig nem gondolt ellenségeskedésre.
Ebben a hosszú időszakban új szereplő jelent meg a francia politikai elitben a király hőn szeretett öccse, I. Lajos orléans-i herceg személyében. Az ifjú herceg ambícióit nagybátyjai eleinte kordában tudták tartani, de a királyi ünnepségek szervezésében már ekkor vezető szerephez jutott az őrület időszakai alatt régensi feladatokat ellátó királyné támogatását is élvezve – ellenfelei később terjesztették róla, hogy valójában sógornőjének szeretője volt.

### Polgárháború
I. Lajos orléans-i herceg 1401-től kezdve vett részt aktívan a politikaformálásban nagybátyjai, különösen az agilis Merész Fülöp őszinte bánatára. A konfliktusban Bourbon és Berry hercege csak elvétve próbált részt venni mint döntőbíró, csekély eredménnyel. Miközben az állami terhek nem csökkentek, a hatalmi harc meggátolt mindennemű fejlődést a döntéshozatalban. Ezt az alattvalók már 1405-ben a kormányzat megrendüléseként értelmezték. Merész Fülöp 1404-es halála után még eltökéltebb fia, Félelemnélküli János burgundi herceg lépett örökébe az unokatestvére elleni harcban. A két párt viaskodása semmilyen kül- vagy belpolitikai kérdésben nem vezetett eredményre, végül a burgundi herceg 1407. november 23-án a nyílt utcán legyilkoltatta Lajos herceget. A tettet hívei igyekeztek „zsarnokölésnek” beállítani, melynek következtében lehetőség nyílt volna a kormányzat reformjára és az V. Károly halála óta sárba tiport igazságosság feltámasztására.
Az orléans-i herceg családja szövetségeseket keresett a párizsi népet és a királyt markában tartó burgundi herceg ellen, ezért Lajos fiát, az 1409-ben megözvegyült Károlyt 1410-ben a hatalmas gascogne-i földbirtokos, VII. Bernard d’Armagnac lányával, Bonne-nal házasították össze. A burgundi párttal szemben megszerveződő tábort emiatt Armagnacoknak nevezték, küzdelmüket pedig az Armagnacok és burgundiak polgárháborúja névvel szokás illetni. Az Armagnacok déli birtokaikon számos martalócot gyűjtöttek, akiket Párizs környékére szabadítottak, ezzel azonban csak elmélyítették a párizsiak irántuk érzett, burgundi herceg által fokozott általános gyűlöletét. A város alsóbb rétegei körében azonban rövidesen egy szélsőséges milícia szerveződött, akiket egyik vezetőjükről, Caboche nyúzóról cabochieneknek neveztek. Ez az Armagnacok üldözésére hivatkozva terrorizálta Párizs lakosságát, legyilkolva és kifosztva a „gyanúsakat”. Tetézte a bajt, hogy a polgárháborút kihasználva IV. Henrik angol király 1412-ben lovasportyára indult francia földön, és a kormányzat csak nagy nehezen tudott békét vásárolni tőle.
1413-ban a cabochienek még a rendi gyűlést és a városi igazságszolgáltatást is hatalmukba kerítették, sőt nem átallottak adót szedni. Ez már sok volt a párizsi elitnek, így az addig burgundiakhoz húzó Sorbonne és a módosabb polgárok pártot váltottak. Félelemnélküli János jobbnak látta elmenekülni a városból, ami így a királlyal együtt az Armagnacok kezébe került.

### Pusztító vereség
A burgundi herceg szorult helyzetében felvette a kapcsolatot az új angol királlyal, V. Henrikkel. Henrik, mint mondotta, pusztán „igazságos békét” akart, és ebbe véleménye szerint a hajdani Plantagenêt-birtokok – Aquitania és Normandia – is beletartoztak. Az Armagnac-párt befolyása alatt álló VI. Károly szintén tárgyalni kezdett Henrikkel, és hajlandónak is mutatkozott az V. Károly által harminc éve visszahódított Aquitania átadására, amit Károly egyik lánya, Valois Katalin és az angol uralkodó házasságával pecsételtek volna meg. Mivel azonban a franciák semmiképp sem kívántak megválni Normandiától, Henrik megszakította a tárgyalásokat, és készültségben álló flottájával kifutott Portsmouth-ból.
Az angolok 1415. augusztus 13-án szálltak partra, majd Harfleur bevétele után III. Edward példáját követve a Somme felé indultak. Október 25-én Azincourt mellett azonban a francia sereg utolérte őket, és megismétlődött az 1346-os crécyi és 1356-os poitiers-i kudarc: a gyalogságot és íjászokat elhanyagoló lovagság a rossz idő- és terepviszonyokat figyelembe nem véve rohamot indított, és katasztrofális vereséget szenvedett. Több herceg (köztük I. Jean d’Alençon, III. Édouard de Bar és Antoine de Brabant), 5 gróf (így Philippe de Bourgogne és Robert de Marle), mintegy 90 báró és több ezer lovag veszett oda a csatában, míg az angolok vesztesége nem haladta meg a néhány száz főt. V. Henriknek még az orléans-i herceget is sikerült fogságba ejtenie, azonban egy újabb francia támadás hírére íjászaival kivégeztette számos alacsonyabb rangú hadifoglyát.

### Megalázó béke
A béketárgyalásokon a csatától távol maradó burgundi herceget és Luxemburgi Zsigmond magyar és német királyt kérték fel közvetítőnek, akik 1416-ban méltányosnak ítélték V. Henrik követelését.
VI. Károly kormánya, melynek a király csak passzív szereplője maradt, tovább gyengült: legtovább élő nagybátyja, Berry hercege 1417-ben meghalt, I. Károly orléans-i herceg és I. Jean de Bourbon angol fogságba esett, Károly dauphin pedig fiatal volt még ahhoz, hogy kezébe vehesse az irányítást. A király így Bernard d’Armagnac kezébe került, aki valóságos terroruralmat vezetett be Párizsban, és még Bajor Izabella királynét is a burgundi táborba űzte. A párizsiak 1418 májusában megnyitották a kapukat a burgundiaknak, mire hosszú mészárlás kezdődött az Armagnacok körében. Bernard gróf ugyanekkor történt meggyilkolását követően a párt feje a tizenöt esztendős dauphin lett, akit a párizsi kereskedők elöljárója csempészett ki a városból. Károly herceg 1418 decemberében apja korábbi kormányzói kinevezésére hivatkozva régenssé kiáltotta ki magát, kettős kormányzatot létrehozva Franciaország területén.
A fejleményeket látva az angol sereg 1417-től kezdve megkezdte V. Henrik „jussának” módszeres megszállását. Normandia 1419-ben került teljes egészében angol kézre, Rouen bevételével. A vészes terjeszkedésre válaszul a rivális francia pártok közeledni kezdtek egymáshoz, és július 19-én Te Deummal ünnepelték kibékülésüket – szeptember 10-én azonban egy elmérgesedő vita során Károly egyik embere meggyilkolta Félelemnélküli János herceget. Utódja, Jó Fülöp bosszúból megköttette VI. Károllyal a troyes-i szerződést (1420. május 21.), melyben gyakorlatilag fiát eltaszította az örökségből, és a Katalin lányát feleségül vevő V. Henriket és utódait nevezte meg jogos örököséül.

### Franciaország szétszakad
A dauphinnel szimpatizáló erők természetesen nem ismerték el a troyes-i szerződés érvényességét, és folytatták a hadakozást a burgundi és angol erőkkel szemben. V. Henrik így 1421-ben kénytelen volt újabb hadjáratot indítani ellenük, melynek során Dreux-t (1421 augusztus), majd Meaux-t (1422 május) vette be sikeresen. Az utóbbi ostrom során azonban feltehetően vérhast kapott, és 1422. augusztus 31-én meghalt a Vincennes-i erdőben, Párizs közelében. Fia, VI. Henrik ekkor alig tíz hónapos csecsemő volt, és helyette apai nagybátyja, Bedford hercege vette át a francia ügyek irányítását. A francia király, aki már harminc éve csak önmaga árnyékaként vegetált, 1422. október 21-én hunyt el. A Saint-Denis-i bazilikába temették, ahol sírját a többi királyi emlékhez hasonlóan 1793-ban a csőcselék meggyalázta.
Utódául a troyes-i szerződésnek megfelelően a kis Henriket kiáltották ki, ám egyúttal a dauphin is királlyá nyilvánította magát Mehun-sur-Yèvre-ben. Pártja és sokan mások nem ismerték el annak jogszerűségét, mondván, hogy VI. Károly az őrületének hatása alatt fogadta el feltételeit. Ez a nézet adott tápot Jeanne d’Arc mozgalmának és az angolok végleges kiűzésének is. VII. Károly reimsi koronázására így csak 1429-ben kerülhetett sor. Addig a királyság gyakorlatilag három, függetlenül igazgatott részre szakadt: a dauphin déli, a burgundiak keleti és Bedford régens északnyugati Franciaországára.

## Házassága, utódai
VI. Károllyal nagybátyjai vetették feleségül a Wittelsbach-házból származó Bajor Izabellát (1371–1435), III. István ingolstadti herceg és Taddea Visconti milánói hercegnő lányát Amiens városában 1385. július 27-én. A házasság a királyon elhatalmasodó őrület és ebből fakadó dührohamai miatt nem volt túlzottan boldog, így 1407-ben királynő eltávolodott férjétől, aki attól kezdve beleegyezésével Odette de Champdivers személyében szeretőt tartott. Izabella Azincourt után a burgundi táborhoz csatlakozott, majd férje és veje halálát követően életét az angol kézen levő Párizsban, az Hôtel Saint-Polban élte le visszavonulva a politikától. A királyi párnak tizenkét gyermeke született:
1. Károly (1386);
2. Johanna (1388–1390);
3. Izabella (1389–1409), 1396-tól II. Richárd (1367–1400) angol király felesége, nem születtek gyermekei, majd 1400-ban megözvegyülve 1406-ban saját unokatestvéréhez, I. Károly (1394–1465) orléans-i herceghez ment feleségül, akitől 1 lánya született;
4. Johanna (1391–1433), 1396-tól V. János (1389–1442) breton herceg felesége, 7 gyermek;
5. Károly (1392–1398);
6. Mária (1393–1438), poissy-i apátnő;
7. Michaéla (1395–1422), 1409-től a későbbi (1419-től) III. (Jó) Fülöp (1396–1467) burgundi herceg felesége, nem születtek gyermekei;
8. Lajos (1397–1415), Guyenne hercege, dauphin, felesége Burgundi Margit (1390–1441), nem születtek gyermekei;
9. János (1398–1417), Touraine hercege, dauphin, felesége Jacqueline hainaut-i grófnő (1401–1436), nem születtek gyermekei;
10. Katalin (1401–1437), 1420-tól V. Henrik (1387–1422) angol király felesége, 1 fiú 1422-ben megözvegyülve 1429-ben Owen Tudor (1400 (körül)–1461) felesége lett, 5 gyermek;
11. VII. (Győzedelmes) Károly (1403–1461), dauphin, majd Franciaország királya, felesége Anjou Mária (1404–1463), 14 gyermek;
12. Fülöp (1407), születése napján elhunyt.

VI. Károlynak egyetlen szeretőjétől, a „kis királynőnek” nevezett Odette de Champdivers-től (1391–1425?), azaz Odinette-től származó gyermekéről tudunk. Marguerite de Valois (1407–1458) Montaigu és Belleville-en-Poitou urához, Saintonge sénéchaljához, III. Jean de Harpedane-hoz ment feleségül, aki egyúttal VII. Károly kamarása is volt. Az uralkodó később törvényes testvérének ismerte el, évjáradékot biztosított neki, és engedélyezte számára a liliomos címer használatát.